# Sultansuyu
La rivière Sultansuyu est une rivière turque coupée par le barrage de Sultansuyu dans la province de Malatya. Elle est un affluent de la rivière de Tohma (Tohma Çayı ou Tohma Nehri) affluent de l'Euphrate.